# Fannia cothurnata
Fannia cothurnata is een vliegensoort uit de familie van de Fanniidae. De wetenschappelijke naam van de soort is voor het eerst geldig gepubliceerd in 1873 door Loew.